# Jasper Hamelink
Pour les articles homonymes, voir Hamelink.
Jasper Hamelink (né le 12 janvier 1990) est un coureur cycliste néerlandais des années 2010.

## Biographie
Au mois d'août 2017 il termine dixième de la Course des raisins.

## Palmarès et résultats

### Palmarès par année
- 2009
  - Omloop van de Veenkoloniën
  - 2e de la West-Brabantse Pijl
- 2010
  - 2e du championnat des Pays-Bas du contre-la-montre espoirs
- 2011
  - 3e étape du Tour de Berlin
  - 3e étape des Trois Jours de Cherbourg
  - 2e du championnat des Pays-Bas du contre-la-montre espoirs
  - 5e du championnat du monde du contre-la-montre espoirs
- 2012
  - Omloop Lek en IJssel
  - 3e du Tour du Limbourg
  - 8e du championnat d'Europe du contre-la-montre espoirs
- 2014
  - 2e étape de l'Olympia's Tour (contre-la-montre par équipes)
- 2016
  - Parel van de Veluwe
  - 2e étape de la Course de Solidarność et des champions olympiques
  - 3e de la Course de Solidarność et des champions olympiques

### Classements mondiaux
| Année           | 2014  |
| --------------- | ----- |
| UCI Europe Tour | 1097e |